# Poland, Ohio
Poland là một làng thuộc quận Mahoning, tiểu bang Ohio, Hoa Kỳ. Năm 2010, dân số của làng này là 2555 người.

## Dân số
- Dân số năm 2000: 2866 người.
- Dân số năm 2010: 2555 người.